# Martha Ann Honeywell
Martha Ann (parfois Anne) Honeywell (1786 ou 1787–1856) est une artiste américaine handicapée, qui réalise des silhouettes et des broderies en utilisant uniquement sa bouche et ses orteils, souvent lors de performances publiques.

## Jeunesse
Martha Ann Honeywell est née en 1786 ou en 1787. Elle est l'une des six enfants du couple Gilbert et Martha Honeywel. Elle est originaire de Lempster, dans le New Hampshire, ou dans le comté de Westchester, dans l'État de New York. Elle est née sans mains ni avant-bras et n'avait que trois orteils sur un pied.

## Carrière

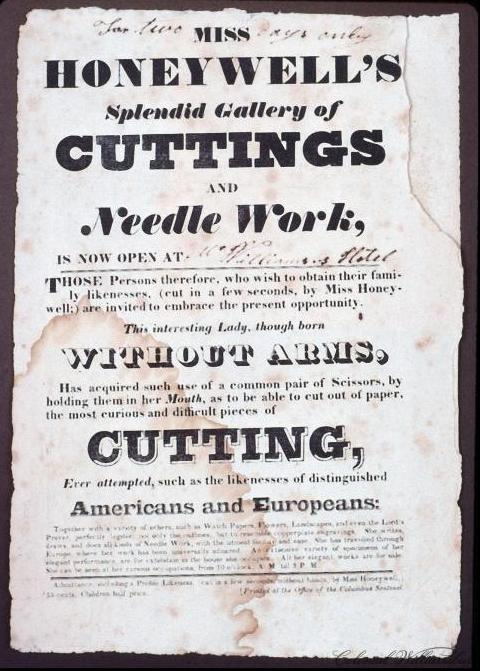
Publicité pour une représentation de Martha Ann Honeywell.

Honeywell est connue pour ses silhouettes, ses découpages de papier, ses travaux d'aiguille et sa calligraphie. Elle se produit en public dans tous les États-Unis, où elle fait étalage de ses talents. Au cours de l'une de ces démonstrations, enregistrée par le journaliste William Bentley, elle enfile une aiguille et brode avec ses orteils et sa bouche, fait tenir en équilibre des ciseaux avec sa bouche et son moignon de bras pour faire des silhouettes en papier et écrit une lettre avec ses orteils. Outre les silhouettes, une autre de ses spécialités est un découpage avec en son centre une version manuscrite du Notre Père.
Bon nombre de ses apparitions publiques sont documentées dans des publicités de journaux. Selon celles-ci, elle se produisait trois fois par jour, chaque spectacle durant deux heures et coûtant cinquante cents le billet. Un bordereau indique que les silhouettes seraient découpées en quelques secondes pour vingt-cinq cents, demi-tarif pour les enfants. Honeywell se produit à Salem, dans le Massachusetts, en 1806 et 1809 ; à Charleston, en Caroline du Sud, en 1808 et 1834-1835 ; à New York en 1829 et à Louisville, dans le Kentucky, en 1839. Elle est à Boston en 1806.